# Dyenmonus cylindricus
Dyenmonus cylindricus är en skalbaggsart som först beskrevs av Jordan 1894.  Dyenmonus cylindricus ingår i släktet Dyenmonus och familjen långhorningar.
Artens utbredningsområde är Liberia. Inga underarter finns listade i Catalogue of Life.